# Scholastes aduncivena
Scholastes aduncivena är en tvåvingeart som först beskrevs av Günther Enderlein 1924.  Scholastes aduncivena ingår i släktet Scholastes och familjen bredmunsflugor. Inga underarter finns listade i Catalogue of Life.